# David Whitfield
David Whitfield (Kingston upon Hull, 2 februari 1925 - Sydney, 16 januari 1980) was een Britse popzanger.

## Jeugd
Reeds als soldaat in de Royal Navy tijdens de Tweede Wereldoorlog amuseerde David Whitfield zijn kameraden met zijn gezang. Na de oorlog werkte hij in de bouw. Hij nam deel aan talentenjachten en werd bij een breed publiek bekend, toen hij in 1950 tijdens de show Opportunity Knocks bij de Engelstalige dienst van Radio Luxembourg optrad. Optredens in het Londense West End volgden en weldra kreeg hij een platencontract bij Decca Records.
Whitfields zangstijl (tenor) lag dichter bij de operette/opera dan bij de toentertijd gebruikelijke croonerstijl van popzangers. Bij zijn opnamen liet hij zich door veel verschillende populaire orkesten van de jaren 1950 begeleiden. Zijn eerste hit in de Britse hitlijst had hij met Bridge of Sighs (oktober 1953), zijn laatste met I Believe (november 1960). Whitfield had tijdens de jaren 1950 een reeks wereldwijde hits en een grote fanschare, die grotendeels uit vrouwen bestond.
Hij kreeg zijn eigen tv-shows, trad acht keer op in New York in The Ed Sullivan Show en had drie Royal Command-optredens voor leden van de koninklijke familie in het London Palladium. Zijn carrière-curve ging echter snel naar beneden met de opkomst van de rock-'n-roll. Hij trad nog op in toneelmusicals en zong in 1957 het lied I'll Find You als titelmelodie van de film Sea Wife met Joan Collins en Richard Burton. Nadat de hits uitbleven, ging hij wereldwijd op tournee.

## Zijn grootste successen
Whitfield was voor aanvang van het rock-pop-tijdperk de succesvolste Britse zanger in de Verenigde Staten. Hij was:
- De eerste Britse zanger, die een Gouden Plaat kreeg.
- De eerste Brit, die een hit in de top 10 van de US-singlehitlijst kon plaatsen.
- De eerste Brit, die in de Verenigde Staten meer dan een miljoen exemplaren van een enkele plaat kon verkopen.

Twee van zijn singles bereikten in het Verenigd Koninkrijk de toppositie: Answer Me (6 november en 11 december 1953) en Cara Mia (2 juli 1954).

### Answer Me
Answer me was de coverversie van de Duitse hit Mütterlein uit de pen van Gerhard Winkler en Fred Rauch. Dit nummer had de Duitse zangeres Leila Negra in Scandinavië populair gemaakt, van waaruit deze in de Verenigde Staten kwam. Daar schreef Carl Sigman de Engelse tekst. Frankie Laine, Nat King Cole en Whitfield maakten van het lied in 1953 een hit, Cole in de Verenigde Staten en Laine en de coverversie van Whitman in het Verenigd Koninkrijk. Laine bereikte daarmee een week na Whitfield de toppositie in de Britse hitlijst en op 11 december waren beide versies gelijktijdig aan de top. Nadat Answer Me een wereldhit was geworden, schreef Fred Rauch een nieuwe Duitse tekst, die zich meer aanleunde aan de Engelse tekst en werd vertolkt door Wolfgang Sauer als Glaube mir, die in de Duitstalige regio een hit werd. Ook Maria Mucke maakte in 1954 deze Duitse versie populair.

### Cara Mia
Whitfield nam Cara Mia op met Mantovani en zijn orkest en koor. Het nummer werd zowel een nummer 1-hit als ook een van de meest verkochte platen voor aanvang van de rock-'n-roll. De single stond tien weken aan de top in de Britse hitlijst. De song was afkomstig uit de pen van Mantovani en Whitfields producent Bunny Lewis, die echter de pseudoniemen Lee Lange en Tulio Tropani gebruikten.

## Overlijden
David Whitfield overleed op 54-jarige leeftijd aan de gevolgen van een beroerte, na beëindiging van een drie maanden durende tournee, zijn tiende door Australië, waar hij optrad in clubs en op het Chinese passagiersschip Minghua. Hij liet zijn vrouw Sheila, twee zoons en een dochter achter. Whitfield kon zijn successen niet omzetten in een vermogen. Hij liet naar verluidt slechts 3000 pond sterling na.

## Discografie
- 1953: Bridge of Sighs
- 1953: Answer Me
- 1953: Rags to Riches (met het Stanley Black Orchestra)
- 1954: The Book
- 1954: Cara Mia (met koor en het Mantovani Orchestra)
- 1954: Santo Natale (Merry Christmas)
- 1955: Beyond the Stars
- 1955: Mama
- 1955: Ev'rywhere (met het Roland Shaw Orchestra)
- 1955: When You Lose the One You Love (met koor en het Mantovani Orchestra)
- 1956: My September Love
- 1956: My Son John
- 1956: My Unfinished Symphony
- 1957: The Adoration Waltz (met het Roland Shaw Orchestra)
- 1957: I'll Find You
- 1958: Cry My Heart (met koor en het Mantovani Orchestra)
- 1958: On the Street Where You Live (met het Cyril Stapleton Orchestra)
- 1958: The Right to Love
- 1960: I Believe
- 2004: Santo Natale